# Якубиці
Якубиці (пол. Jakubice) — село в Польщі, у гміні Варта Серадзького повіту Лодзинського воєводства.
Населення — 461 особа (2011).
У 1975-1998 роках село належало до Серадзького воєводства.

## Демографія
Демографічна структура станом на 31 березня 2011 року:
|          | Загалом | Допрацездатний вік | Працездатний вік | Постпрацездатний вік |
| -------- | ------- | ------------------ | ---------------- | -------------------- |
| Чоловіки | 222     | 36                 | 151              | 35                   |
| Жінки    | 239     | 44                 | 126              | 69                   |
| Разом    | 461     | 80                 | 277              | 104                  |